# Srilankita
La srilankita es un mineral óxido de titanio y zirconio cuya composición es (Ti,Zr)O2.
Fue descubierto en 1983 por Alexander Willgallis, Eveline Siegmann y Theja Hettiaratchi en Rakwana, Sri Lanka, país al que hace referencia su nombre.

## Propiedades
De color negro o negro parduzco, la srilankita es un mineral opaco —translúcido en fragmentos pequeños— que posee brillo submetálico, adamantino.
Con luz reflejada su coloración es blanca grisácea.
Tiene dureza 6,5 en la escala de Mohs (comparable a la de la pirita) y una densidad de 4,6 g/cm³. Es un mineral frágil con fractura subconcoidea.
Por otra parte, muestra pleocroísmo en color azul oscuro.
La srilankita cristaliza en el sistema ortorrómbico, clase dipiramidal.
Su composición empírica es [Ti0.66(Zr,Hf)0.34]O2, por lo que a veces aparece como Ti2ZrO6; el análisis de granos procedentes de la localidad tipo ha permitido identificar como impurezas más importantes uranio y hafnio.
Forma parte del grupo mineralógico de la samarskita.

## Morfología y formación
Los cristales de srilankita son tabulares, a menudo dobles. El hábito usual de este mineral es en forma de inclusiones idiomórficas (de menos de 1 mm), formadas por intercrecimiento con minerales asociados (zirconolita, baddeleyita, geikielita, espinela y perovskita).

## Yacimientos
Los yacimientos de este mineral son muy escasos. La localidad tipo está en el sur de Sri Lanka, en Rakwana (Sabaragamuwa), distrito con graveras para la extracción de gemas donde se han encontrado también otros minerales óxidos como geikielita y baddeleyita.
Myanmar también cuenta con depósitos en la localidad de Mogok.
En Rusia se ha encontrado srilankita en el macizo de Jibiny (óblast de Múrmansk), así como en Kyshtym (óblast de Cheliábinsk, Ural).